# Classe Graf Zeppelin
La classe Graf Zeppelin était une classe de porte-avions allemands. Aucun des navires de classe Graf Zeppelin n'ont été terminés, malgré le fait que le premier navire de la classe, le Graf Zeppelin a été lancé en 1938.

## Conception et construction
En 1935, Adolf Hitler annonça que l'Allemagne allait construire des porte-avions. La construction commença en 1936.
En 1937, Erich Raeder présenta le plan naval baptisé Z selon lequel quatre porte-avions devaient être construits en 1945. En 1939 il révisa le plan, réduisant le nombre à deux. Le premier porte-avions fut baptisé Graf Zeppelin de son lancement en 1938. Le deuxième navire, dont la construction ne fut jamais terminée, ne fut jamais baptisé mais les archives lui donnait le nom de Peter Strasser. En mai 1941, le Graf Zeppelin achevé à 85% et Erich Raeder était optimiste et informa Hitler que le porte-avions serait terminé un an plus tard. Mais en 1943, la construction du Graf Zeppelin alors achevé à 95% fut stoppée et tout l'armement du navire fut démonté et transféré sur les batteries côtières de Norvège.

## Avions embarqués
À l'origine, il est prévu que le Graf Zeppelin embarque 8 à 10 chasseurs Messerschmitt Bf 109T, 13 bombardiers en piqué Junkers Ju 87G navalisés et 20 bombardier-torpilleurs Fieseler Fi 167. Au cours de la construction, il est finalement décidé que le groupe aéronaval sera constitué de 12 Bf 109T et de 20 Ju 87G.